# Pat Lynott
Pas d'image ? Cliquez ici

a Compétitions nationales et continentales officielles uniquement.

Dernière mise à jour le 15/02/2021.
Pat Lynott, né le 19 août 1995, est un joueur canadien de rugby à XV qui évolue au poste de pilier.

## Biographie
Pat Lynott né à Chelsea, Québec, dans la banlieue d'Ottawa. Il y découvre le rugby en 2005 en club, et intègre ensuite l'équipe de son école secondaire, le Philemon Wright High School (en) à Gatineau.
Après le niveau secondaire, il intègre l'Université Queen's de Kingston, Ontario. Il reste quatre ans au sein de l'université, dont il devient le capitaine lors de ses deux dernières années. Il conduit l'équipe au titre universitaire provincial en 2017. En parallèle, il intègre le Bytown RFC d'Ottawa. Ses performances lui permettent d'intégrer les Ontario Blues, sélection provinciale qui évolue en Championnat provincial du Canada de rugby à XV, plus haut niveau national de rugby,.
Une fois son diplôme en poche, il est intégré aux Arrows de Toronto, l'équipe professionnelle canadienne qui évolue en Major League Rugby. Il joue dix rencontres pour sa première saison, mais n'est titularisé qu'à une reprise. En fin d'année, il est prolongé pour une saison supplémentaire. Il joue quatre matchs avant l'interruption de la saison à cause de la pandémie de Covid-19. Il est conservé dans l'effectif pour la saison 2021.

## Palmarès
- Championnat universitaire d'Ontario 2017